# Mehmet II
Mehmet II (Edirne, 30 de març de 1432 – 3 de maig de 1481) va ser soldà de l'Imperi Otomà entre el 1444 i el 1446 i, posteriorment, entre el 1451 i el 1481. És conegut com a el Conqueridor (turc otomà: الفاتح, Fatih; àrab: الفاتح, al-Fātiḥ). A l'edat de 21 anys va conquerir Constantinoble. La caiguda de Constantinoble significà la fi de l'Imperi Romà d'Orient. A partir d'aquest moment va afegir el de Cèsar a la resta dels seus títols.

## Govern dual
El 1443, amb 11 anys, fou nomenat governador d'Amasya i fou cridat pel seu pare Murat II i proclamat sultà el juliol de 1444. Murat II volia assegurar la seva successió en contra d'Orhan Çelebi, un germà de Mehmet, pretendent al tron, que era a Constantinoble. El seu regnat formal va durar fins a l'agost de 1446 i durant el mateix es va produir una forta rivalitat entre els dos lala (tutor) del jove (Zaganos i Ibrahim) i el gran visir Çandarlı Halil Pasha, aquest partidari de la pau mentre Zaganos (a vegades Zaghanos) era partidari de la guerra.

## Croada de Varna
El papa Eugeni IV el 1r de gener del 1443 va fer una crida a contrarestar l'expansió de l'Imperi Otomà als Balcans i el 1444 diversos monarques europeus van organitzar una croada comandada per Ladislau de Polònia, Joan Hunyadi, Voivode de Transsilvània i Felip III de Borgonya. Entre el 18 i el 22 de setembre un exèrcit croat travessava el Danubi provocant que els vassalls dels Balcans miressin de recuperar la independència i el gran visir va cridar Murad II per dirigir l'exèrcit, cosa que du a confusió, ja que no estava clar si Murad II havia abdicat realment o continuava sent el sultà, però oficialment Mehmet II restava al tron.
El 22 de setembre de 1444 es van revoltar els Hurufis a Esmirna i Orhan va fracassar en l'intent d'atreure a les tropes de frontera d'Edirne (estiu de 1444). El 2 d'agost de 1446 un cop d'estat dels geníssers, instigats pel gran visir, va posar fi a la dualitat i va retornar a Murad II al tron i Mehmet II fou enviat a governar Manisa. La croada culminà en una decisiva victòria otomana sobre els aliats croats en la batalla de Varna el 10 de novembre del 1444, en la qual Ladislau i el legat papal Julian Cesarini moriren.

## Conquesta de Constantinoble

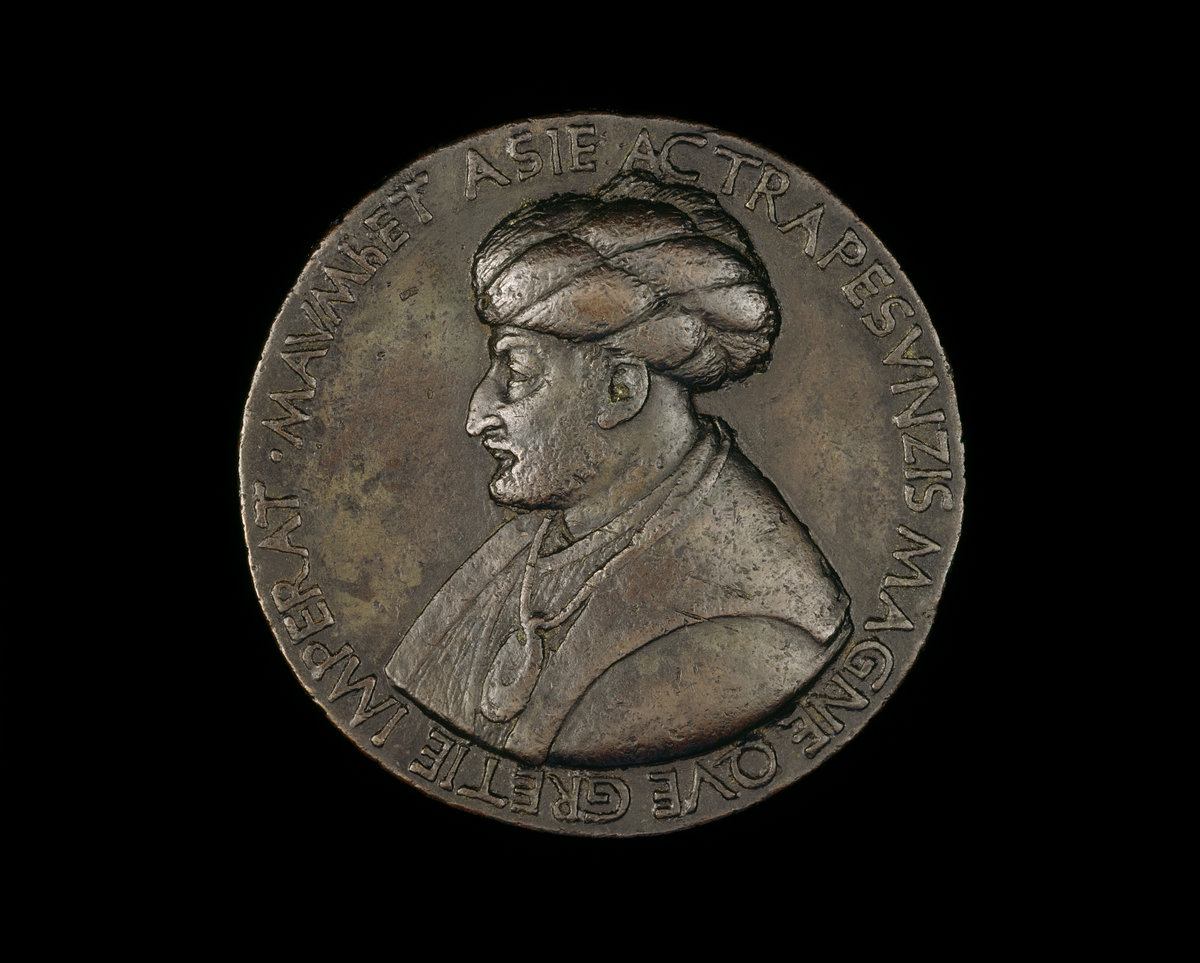
Mehmet II

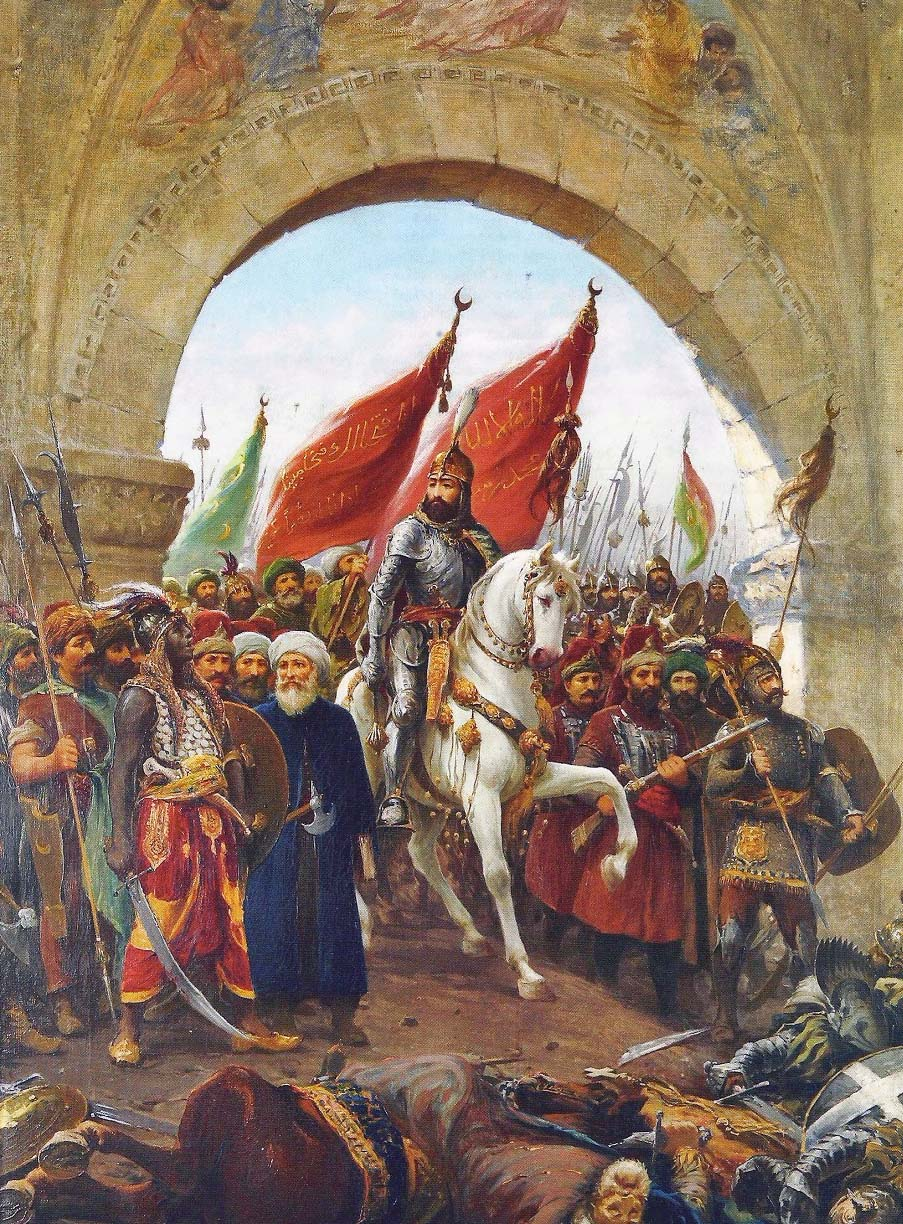
Entrada de Mehmet II a Constantinoble per Fausto Zonaro

Tot i la derrota a la Croada de Varna, Joan Hunyadi no va renunciar a alliberar els Balcans dels turcs i va llençar una campanya militar contra els otomans la tardor de 1448 i Murad II, que volia assegurar la successió al seu fill, el va cridar per lluitar a Kosovo contra els hongaresos, i a Albània l'estiu del 1450. Un cop derrotats els hongaresos en la batalla de Kosovo el 18 d'octubre de 1448 tota Sèrbia fou ocupada pels turcs. Anglaterra i França vivien l'etapa final de la Guerra dels Cent Anys, en la qual els francesos no volien perdre el seu avantatge en la lluita enviant cavallers i els anglesos ja no estaven en condicions de poder fer-ho, els Reis Catòlics es trobaven en la fase final de la conquesta de l'Emirat de Granada i el Sacre Imperi Romanogermànic, Polònia i Hongria havien esgotat els seus efectius a la Croada de Varna, així que es van esgotar les opcions de salvar Constantinoble. Mehmet fou casat amb Sitti Khatun, filla de l'emir de Dhu l-Kadr, considerat tradicionalment aliat dels otomans contra els karamànides.
A la mort de Murad II el 3 de febrer de 1451, Mehmet fou proclamat sultà (18 de febrer). Tot seguit l'emperador romà d'Orient el va amenaçar d'alliberar Orhan Çelebi, pretendent al tron otomà, mentre el karamànida Damad II İbrahim Bey envaïa el territori disputat d'Hamid-Ili. El gran visir va calmar l'Imperi Romà d'Orient i Sèrbia amb cessions territorials i Mehmet va poder fer una campanya contra Karaman, però quan va arribar a la zona l'emperador va intentar noves concessions amenaçant altre cop d'alliberar Orhan. Mehmet va signar un acord amb Damad II İbrahim Bey i va retornar a la seva capital Edirne i va decidir conquerir Constantinoble, signant abans acords amb la República de Venècia el 10 de setembre de 1451 i Hongria el 20 de novembre de 1451, i construint la fortalesa de Rumelihisarı al Bòsfor el 1452 a la riba oposada a la d'Anadolu Hisari i així tancant Constantinoble a l'assistència naval externa. A més, Orban, un expert hongarès, va ser contractat per construir els canons més potents. Els otomans ja controlaven les terres al voltant de Constantinoble i el setge va començar el 6 d'abril de 1453. Malgrat la unió de les Esglésies catòlica i ortodoxa, els romans d'Orient no van rebre cap ajuda oficial del Papa ni d'Europa occidental, a excepció d'un pocs soldats de Venècia i Gènova. La marina turca no va aconseguir evitar l'avituallament de la capital per mar, i per això el setge va estar a punt de llevar-se a proposta del gran visir, però Zaganos en va imposar la continuació. L'artilleria va ensorrar les muralles en poc temps i la ciutat fou ocupada el 19 de maig. Mehmet va concedir l'aman als habitants grecs i llatins el 1r de juny. Orhan fou arrestat i executat i el gran visir arrestat i Zaganos Mehmed Pasha fou nomenat gran visir.

## Conquesta del Mar Negre

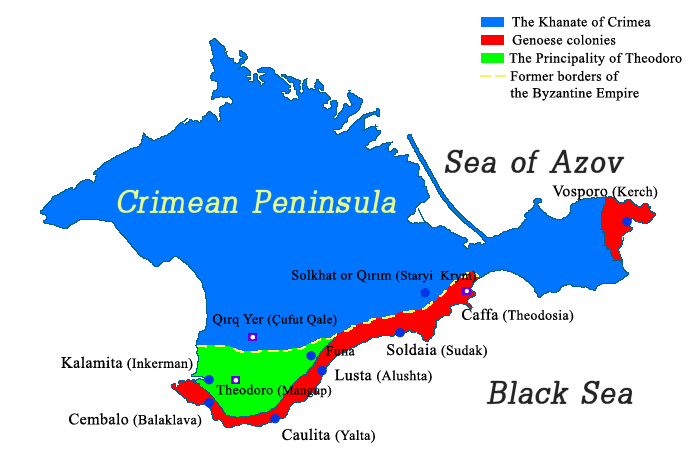
Les colònies genoveses a Crimea

Mehmet volia dominar les costes del mar Negre, on només controlava Samsun a Anatòlia, i tres dies després de la conquesta de Constantinoble va prendre Gàlata a la República de Gènova. Les comunicacions genoveses amb Gazària es van interrompre i quan el khanat de Crimea va demanar ajuda als otomans, l'estiu de 1454, la marina otomana va assetjar Kefe, el centre les colònies genoveses a Crimea, amb les forces del khan de Crimea Hacı I Giray, i va obligar els genovesos a pagar un tribut a l'Imperi Otomà i al Khanat de Crimea i va continuar la seva campanya bloquejant el mateix estiu el port d'Akkerman, on Moldàvia s'obria al mar Negre i Pere III Aaron, en guerra civil al seu país, es va sotmetre als otomans i el 1459 va ocupar Amstris als genovesos. El 1461 va ocupar Sinope i tot el principat dels Djandar-oghlu amb Kastamonu i el mateix any va culminar la conquesta de l'imperi de Trebisonda i tots els governs de les costes del mar Negre van reconèixer la dominació otomana.
Gedik Ahmad Paixà el 1475 va envair les ciutats genoveses posant Kefe i les altres ciutats comercials sota el seu control. Després de la captura de les ciutats genoveses, el sultà otomà va mantenir captiu Meñli I Giray, després el va alliberar a canvi d'acceptar la sobirania otomana sobre els khans de Crimea i els va permetre governar com a prínceps tributaris de l'Imperi Otomà. Tanmateix, els khans de Crimea encara tenien una gran quantitat d'autonomia respecte de l'Imperi Otomà, mentre que els otomans controlaven directament la costa sud.

## Conquesta de Sèrbia

L'Imperi Otomà vers 1450

Després de la caiguda de Constantinoble el 1453 Mehmet II va preparar una ofensiva per sotmetre el Regne d'Hongria. El seu objectiu immediat va ser la fortificació fronterera de la ciutat de Belgrad. Joan Hunyadi, un noble guerrer hongarès de llinatge valac, i que ja havia actuat en moltes batalles contra els otomans en les dues dècades anteriors, esperava que es produís aquest atac. El setge de Belgrad, es va convertir en una gran batalla, durant la qual Hunyadi va dirigir un sobtat contraatac que va arrasar el campament turc i va obligar el sultà Mehmet II, ferit en l'atac, a aixecar el setge i retirar-se. La victòria va aturar l'avanç de l'Imperi Otomà cap a l'Europa catòlica durant uns 70 anys, tot i alguna petita incursió, com la presa d'Òtranto de 1480 a 1481 i les ràtzies a Croàcia i Estíria el 1493.

## Conquesta de Morea
El Despotat de Morea limitava amb els Balcans otomans del sud i havia estat envaït per Murad II el 1446 destruint les defenses romanes d'Orient de l'istme de Corint. Després de la caiguda de Constantinoble però va permetre l'statu quo establert en l'administració i Demetri II Paleòleg i Tomàs Paleòleg van continuar en el càrrec de governants de Morea, però la seva incompetència va provocar una revolta dels albanesos i grecs liderada per Manuel Cantacuzè que va demanar suport militar a la República de Venècia, i els dèspotes van demanar ajut a les tropes otomanes per ajudar a sufocar la revolta. La negativa a pagar el tribut anual al sultà i la seva pròpia revolta contra el domini otomà, van provocar que el maig de 1460 Mehmet entrés al Despotat de Morea prenent la capital Mistra el 29 de maig fent presoner Demetri mentre que Tomàs va fugir a Itàlia. A finals de l'estiu, els otomans havien aconseguit la submissió de pràcticament totes les ciutats gregues tret de l'illa de Monemvasia i la península de Mani, a l'extrem sud de Morea que van passar a mans de la República de Venècia. L'últim reducte va ser Salmeniko, que va resistir fins al juliol de 1461.

## Submissió de Valàquia
Des de principis del segle XV, els otomans van intentar posar Valàquia, una zona d'amortiment entre ells i el Regne d'Hongria, sota el seu control posant el seu propi candidat al tron, fracassant en cada intent. Per evitar que Valàquia caigués sota la influència hongaresa, els otomans van alliberar el jove Vlad Țepeș, que havia passat quatre anys com a presoner de Murad amb el seu germà Radu, perquè pogués reclamar el tron de Valàquia. El seu govern va ser de curta durada fins que Joan Hunyadi va envair Valàquia i va restaurar el seu aliat Vladislau II al tron. Vlad va fugir a Moldàvia protegit pel seu oncle Bogdan II, que l'octubre de 1451 fou assassinat, i Vlad va fugir a Hongria reconciliat amb Hunyadi.
El 1456, tres anys després de la conquesta de Constantinoble, els otomans van amenaçar Hongria assetjant Belgrad. Hunyadi va començar un contraatac concertat a Sèrbia i va fer aixecar el setge mentre Vlad es dirigia a Valàquia reconquerint la seva terra natal i matant Vladislau II. Mehmet va ordenar a Vlad Țepeș rendir-li homenatge personalment, però aquest va fer capturar i empalar als dos emissaris del sultà i el febrer de 1462 va atacar el territori otomà i va massacrar a desenes de milers de turcs i búlgars. Mehmed va llençar una campanya en contra de Valàquia per reemplaçar Vlad pel seu germà Radu. Vlad va intentar capturar el sultà a Târgoviște durant la nit del 16 al 17 de juny de 1462. El sultà i el principal exèrcit otomà van abandonar Valàquia, però cada vegada més valacs van abandonar Radu. Vlad va anar a Transsilvània a cercar l'ajuda de Maties Corví, rei d'Hongria, a finals del 1462, però el rei va manar capturar-lo, i Radu III el Bell va renovar la seva submissió a l'Imperi, però Moldàvia (Boghdan) sota Esteve el Gran va presentar resistència el 1476.

## Primera guerra turco-veneciana
Entre 1463 i 1479 va lluitar la primera guerra turco-veneciana contra la República de Venècia i els seus aliats. Skanderbeg va aliar-se amb els venecians en 1463 provocant atacs otomans de Balaban el 1464 i 1465 i el 1466 el sultà Mehmet a marxar en persona contra el rebel. El desembre Skanderbeg va anar a Itàlia a demanar ajut. El 1467 va planejar atacar Elbasan, però el sultà va netejar la regió d'Elbasan i les muntanyes de Buzurshek al sud de la fortalesa per després atacar Durazzo i enviar Mahmud Pasha contra Shkodër, i va atacar també Croia. Skanderbeg va fugir cap a la costa i es va refugiar a Alessio on va morir per causes naturals el 17 de gener de 1468. Venècia, pel Tractat de Constantinoble, va haver de signar una pau humiliant que va haver de pagar un tribut de 10.000 peces d'or (25 de gener de 1479) i la important plaça veneciana de Scutari va passar als otomans i també els seus enclavaments a Albània i Grècia, destacant l'illa de Negrepont (Euboea), que havia estat un protectorat venecià durant segles. Part de la població del continent va migrar a les illes.
Aprofitant l'agitació contra els genovesos, Gefik Ahmad Paixà amb 300 vaixells va ocupar Kefe el 9 de juny de 1475 i poc després van caure la resta de possessions genoveses, Azak en 1475, i Anapa i Copa en 1479. El 1480 la flota, considerablement reforçada, va atacar Rodes i Òtranto. El setge de Rodes contra l'Orde de Sant Joan de Jerusalem, de maig a agost, va fracassar. Òtranto fou ocupada l'11 d'agost de 1480 però l'any 1481 un setge cristià va recuperar la ciutat per al Regne de Nàpols.

## Conquesta de Bòsnia
El dèspota de Sèrbia, Lazar Branković, va morir el 1458, i va esclatar una guerra civil entre els seus hereus que va resultar en la conquesta otomana de Sèrbia el 1459/1460. Esteve Tomašević, fill del rei de Bòsnia, va intentar posar Sèrbia sota el seu control, però les expedicions otomanes el van obligar a renunciar al seu pla i va fugir a Bòsnia buscant refugi a la cort del seu pare. Després d'algunes batalles, Bòsnia es va convertir en regne tributari dels otomans. El 10 de juliol de 1461, Esteve Tomaš va morir, i Esteve Tomašević el va succeir com a rei de Bòsnia, aliant-se el 1461 amb els hongaresos i demanant ajuda al papa Pius II davant d'una imminent invasió otomana. El 1463, després d'una disputa sobre el tribut que pagava anualment el Regne de Bòsnia als otomans, va enviar a demanar ajuda als venecians. Tanmateix, no va arribar cap suport a Bòsnia. El 1463, el sultà Mehmet II va dirigir un exèrcit al país. La ciutat reial de Bobovac aviat va caure, deixant a Esteve Tomašević retirar-se a Jajce i més tard a Ključ. Mehmed va envair Bòsnia i la va conquerir molt ràpidament, i va executar Esteve Tomašević i el seu oncle Radivoj. Bòsnia va caure oficialment el 1463 i es va convertir en la província més occidental de l'Imperi Otomà.

## Conquestes d'Anatòlia

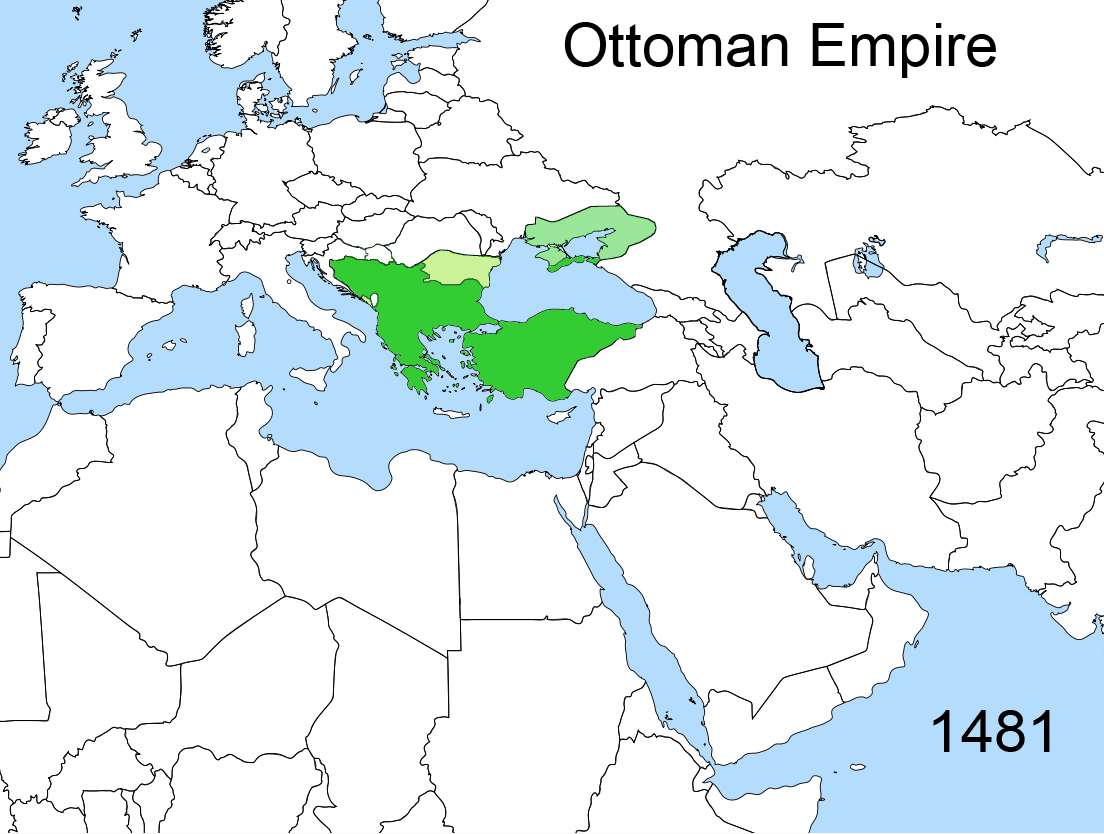
L'Imperi Otomà en 1481 a la mort de Mehmet II

İbrahim II de Karaman era el governant de Karaman, i durant els seus últims anys, els seus fills van començar a lluitar pel tron. El seu hereu aparent era İshak de Karaman, el governador de Silifke. Però Pir Ahmet, un fill petit, es va declarar el bei de Karaman a Konya. İbrahim va escapar a una petita ciutat dels territoris occidentals on va morir el 1464. Les reclamacions al tron en competència van donar lloc a un interregne al beylik. No obstant això, amb l'ajuda d'Uzun Hasan, el soldà dels Turkmen Akkoyunlu (Ovella Blanca), İshak va poder ascendir al tron. El seu regnat va ser curt, però, ja que Pir Ahmet va demanar ajuda al sultà Mehmed II, oferint a Mehmed algun territori que İshak es va negar a cedir.
Amb l'ajuda otomana, Pîr Ahmed va derrotar el seu germà İshak en la batalla de Dağpazarı en la guerra civil que els enfrontava pel control del beilicat dels karamànides en 1464, cedint una part del beilicat a Mehmet, però durant la campanya otomana a Occident, va recuperar el seu antic territori. Mehmet va tornar i va capturar Karaman i Konya el 1466 mentre Pîr Ahmed escapava a l'est, Entre 1469 i 1472 el visir otomà Gedik Ahmet Pasha va sotmetre la regió muntanyosa del beilicat dels karamànides i va conquerir Alaiyya el 1471, i Silifke, Mokan, Gorigos i Lulye el 1472.
Va rebutjar un atac de Pîr Ahmed ajudat pels Ak Koyunlu, que havia reconquerit Karaman i avançava cap a la regió d'Hamid, i va recuperar el beilicat. Els karamànides van conquerir el 1473 la regió d'Ič amb ajut d'una flota de la República de Venècia i la victòria de Mehmet en la batalla d'Otluqbeli l'11 d'agost de 1473 va salvar la situació i va recuperar la regió i va ocupar Minan i Silifke; va massacrar als caps locals a la regió de Tash el 1474.

## Guerra amb Moldàvia
El principat fou atacat per primer cop pels otomans el 1420 amb el setge de Akkerman que no va reeixir. El 1428 a proposta del Khan Ulug Muhammad de l'Horda d'Or, els tàrtars i els otomans van atacar conjuntament el principat. El kan de Crimea Hacı I Giray es va aliar als otomans contra Moldàvia i la flota otomana va atacar Akkerman el 1454. El 1456, Pere III Aaron va acceptar pagar als otomans un tribut anual de 2.000 ducats d'or per assegurar les seves fronteres del sud i els comerciants del principat van rebre la llibertat de comerç a tot l'Imperi Otomà, convertint-se així en el primer governant moldau a acceptar les demandes turques. El seu successor Esteve III de Moldàvia va rebutjar la sobirania otomana i va tornar a ser vassall de Polònia, i es va produir una sèrie de guerres ferotges i va rebutjar un atac de Crimea el 1469. Esteve va intentar posar Valàquia sota la seva esfera d'influència i va donar suport a la seva pròpia elecció per al tron de Valàquia donant lloc a una lluita duradora entre diferents governants valacs recolzats per hongaresos, otomans i Esteve. Un exèrcit otomà comandat pel governador de Rumèlia el Hadim Pasha va ser enviat el 1475 per castigar Esteve per la seva intromissió a Valàquia, però els otomans van patir una gran derrota en la batalla de Vaslui. Mehmet II va reunir un gran exèrcit i va entrar a Moldàvia el juny de 1476. Mentrestant, grups de tàrtars del khanat de Crimea, aliats dels otomans, van ser enviats per atacar Moldàvia. Llavors Mehmet II va envair el país i en va destruir la capital Suceava (juliol de 1476). El 1484 en una acció conjunta amb el kan de Crimea, els otomans van ocupar Akkerman i Kili (els crimeans van ocupar Kawshan i Tombasar). Finalment, Esteve va haver de reconèixer la sobirania otomana en 1492 i pagar tribut als otomans.

## Conquesta d'Albània
Skanderbeg va unir els principats albanesos en una aliança militar i diplomàtica, la Lliga de Lezhë, el 1444. Mehmet II no va tenir èxit en els seus esforços per sotmetre Albània mentre Skanderbeg era viu, tot i que en dues ocasions (1466 i 1467) va dirigir ell mateix els exèrcits otomans contra Krujë, però després de la mort de Skanderbeg el 1468, els albanesos no van poder trobar cap líder per substituir-lo, i Mehmed II finalment va conquerir Krujë i Albània el 1478.

## Expedició a Itàlia
El 28 de juliol de 1480, una flota de 128 naus otomanes comandada per Gefik Ahmad Paixà a les ordres de Mehmet II, entre elles 28 galeres i 104 fustes i palandàries amb quatre mil cavalleries, va arribar a prop de la ciutat napolitana d'Òtranto, a la regió de la Pulla, provinent del setge de Rodes. El 29 de juliol la guarnició i els ciutadans es va retirar a la ciutadella, el castell d'Òtranto, que fou pres l'11 d'agost i massacraren 12.000 dels 22.000 habitants, entre ells el comandant de la guarnició Francesco Largo i l'arquebisbe Stefano Pendinelli, i la resta foren condemnats a l'esclavatge. 800 foren canonitzats per l'església com els Màrtirs d'Òtranto. La presa d'Òtranto va causar pànic a Itàlia, i l'any següent, amb la mort de Mehmet II, Sixt IV no va afluixar en els esforços de croada i la ciutat va ser recuperada per l'infant Alfons de Calàbria, fill de Ferran I de Nàpols, que a continuació va dirigir-se a Albània a donar suport a una revolta, però no va atacar el port d'Avlona i el Papa va acordar amb la República de Venècia treure Ferran del Regne de Nàpols.

## Mort i successió
Va morir el 3 de maig de 1481 en una campanya contra els mamelucs. El va succeir el seu fill Baiazet II.